# 여수 흥국사 홍교
여수 흥국사 홍교(麗水 興國寺 虹橋)는 대한민국 전라남도 여수시 흥국사에 있는 조선시대의 다리이다. 1972년 3월 2일 대한민국의 보물 제563호로 지정되었다.

## 개요
흥국사 입구에 있는 무지개 모양의 돌다리이다.
개울 양 기슭의 바위에 기대어 쌓았는데, 부채꼴 모양의 돌을 서로 맞추어 틀어 올린 다리밑은 무지개 모양의 홍예(虹霓)를 이루고 있다. 양옆으로는 둥글둥글한 돌로 쌓아올린 벽이 학이 날개를 펼친 듯 길게 뻗쳐 조화를 이룬다. 홍예의 한복판에는 양쪽으로 마룻돌이 튀어 나와, 그 끝에 용머리를 장식하여 마치 용이 다리밑을 굽어보고 있는 듯하다.
조선 인조 17년(1639)에 세워진 다리로, 지금까지 알려진 무지개형 돌다리로서는 가장 높고 길며, 주변 경치와도 잘 어우러지는 아름다운 다리이다.

## 같이 보기
- 홍교

## 참고 자료
- 여수 흥국사 홍교 - 국가유산청 국가유산포털